# Obóz Szybowcowy
Obóz Szybowcowy – zlikwidowany w 1945 roku przystanek kolejowy w Ustjanowej Górnej na linii kolejowej nr 108 Stróże – Krościenko, w powiecie bieszczadzkim, w województwie podkarpackim, w Polsce.